# Batman
Batman (originariamente noto come The Bat-Man, lett. "Uomo Pipistrello") è un personaggio dei fumetti, ideato da Bill Finger e Bob Kane, pubblicato dalla DC Comics. Fece il suo esordio nel maggio del 1939 sul n. 27 della testata Detective Comics ed è diventato una delle icone più importanti del fumetto supereroico; una copia dell'albo di esordio ha raggiunto quotazioni di quasi 1,4 milioni di dollari.
Batman è l'identità segreta di Bruce Wayne, un magnate miliardario, playboy e filantropo statunitense che possiede la Wayne Enterprises a Gotham City. Dopo aver assistito all'omicidio dei suoi genitori, il dottor Thomas e Martha Wayne, in una rapina finita male quando era bambino, ha giurato vendetta contro i criminali, un giuramento temperato da un ideale di giustizia. Si allena fisicamente e intellettualmente e crea un personaggio ispirato ai pipistrelli per combattere il crimine. A differenza della maggior parte dei supereroi, Batman non ha alcun superpotere: usa le sue capacità investigative, il suo intelletto e le sue capacità fisiche, nonché le applicazioni scientifiche e tecnologiche per creare armi e strumenti con cui svolge le sue attività. Vive a Wayne Manor, dove sotto di essa si trova la Batcaverna, il quartier generale di Batman. Riceve un aiuto costante da altri alleati, tra i quali si possono citare Robin, Barbara Gordon (ex Batgirl e attuale Oracle), Nightwing, il commissario di polizia James Gordon e il suo maggiordomo Alfred Pennyworth. Un'ampia varietà di cattivi compone le avventure di Batman, tra cui Due Facce, lo Spaventapasseri, Bane, Ra's al Ghul, l'Enigmista, il Pinguino e il suo arcinemico, il Joker.
Bob Kane concepì Batman all'inizio del 1939 per capitalizzare la popolarità di Superman; sebbene Kane rivendicasse spesso il merito esclusivo della creazione, Finger ha sostanzialmente sviluppato il concetto da un generico supereroe in qualcosa di più simile a un pipistrello. Batman è stato originariamente introdotto come uno spietato vigilante che spesso uccideva o mutilava criminali, ma si è evoluto in un personaggio con un codice morale rigoroso e un forte senso di giustizia.
Batman è il personaggio più emblematico della DC Comics insieme a Superman. Ebbe un successo immediato e nel 1940 gli venne dedicata una propria serie a fumetti trimestrale intitolata semplicemente Batman, ed è divenuto uno dei personaggi più iconici della cultura popolare e uno dei migliori personaggi di fantasia mai creati. È anche uno dei personaggi di maggior successo commerciale e la sua figura è stata autorizzata e presentata in vari media e merce venduti in tutto il mondo; questo include linee di giocattoli e videogiochi come la serie Batman: Arkham.
Il personaggio ha avuto anche trasposizioni televisive e cinematografiche di successo. Nella classifica dei cento maggiori eroi della storia dei fumetti del sito web IGN è stato inserito alla seconda posizione dopo Superman e prima dell'Uomo Ragno. Soprannominato Il giustiziere o Il cavaliere oscuro, in Italia il personaggio è stato presentato in passato con diversi nomi: Uomo Pipistrello, Ala d'Acciaio o il Fantasma.
Il 26 settembre 2024, Batman è diventato il primo supereroe a ricevere una stella alla Hollywood Walk of Fame di Los Angeles.

## Storia editoriale

### Ideazione

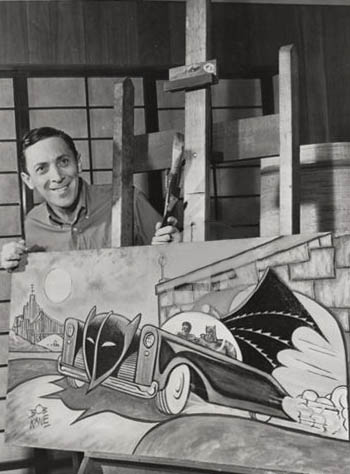
Bob Kane, uno degli ideatori del personaggio

Nel 1939, il successo di Superman in Action Comics portò gli editori della divisione fumetti della National Publications, poi divenuta DC Comics, a richiedere l'ideazione di altri supereroi per nuove pubblicazioni. Bob Kane quindi ideò "The Bat-Man" e il suo assistente Bill Finger ricorda che «Kane non aveva alcuna idea per il personaggio di Batman, […] ma gli piaceva farmi vedere idee di disegni. Mi avvicinai a Kane, e lui aveva disegnato un personaggio che sembrava molto simile a Superman con il genere di… collant rossastri, con gli stivali […] niente guanti, […] con una piccola maschera che ciondolava su una corda. Aveva due ali rigide che gli spuntavano, come ali di pipistrello. E sotto un grande segno… BATMAN.». L'idea del mantello con le ali di pipistrello venne a Bob Kane da alcuni disegni di Leonardo da Vinci. Bill Finger suggerì di rendere il personaggio più umano, cambiare la maschera con un cappuccio, mettere un mantello al posto delle ali, inserire dei guanti neri e rimuovere le sezioni rosse dal costume che potevano ricordare il comunismo. Serviva un personaggio umano, difensore del bene e della giustizia, quasi un cavaliere, in cui chiunque potesse identificarsi, un patriota, per cui Bill Finger ideò il nome di Bruce Wayne, dal normanno re Robert Bruce di Scozia, uno dei guerrieri più famosi della sua epoca e noto per il patriottismo e per il suo impegno per la libertà; inoltre «Bruce, diventando un playboy, faceva dimenticare le sue origini nobili. Ho cercato nomi nel colonialismo. Ho provato Adams, Hancock […] fino a trovare il nome dell'ufficiale Mad Anthony Wayne». Solo successivamente Bill Finger dichiarò di aver trovato anche altre ispirazioni come il famoso Phantom, di Lee Falk. Quando Bob Kane venne spinto da Vincent Sullivan a buttarsi nel mondo dei supereroi, il personaggio di Superman aveva debuttato da pochi mesi.
La possibilità di guadagnare di più spinse Kane a mescolare in un unico personaggio molte delle icone e delle fonti che allora avevano maggior successo al cinema e sui pulp magazine. Bob Kane, affascinato dall'Italia e dai progetti ingegneristici di Leonardo da Vinci, unirà l'ingegno leonardesco nell'ideazione di macchine complesse e fantastiche con le visioni suggerite da due film: Il segno di Zorro del 1920, con l'eroe solitario che combatte contro le ingiustizie, e l'horror The Bat del 1926 (del quale venne realizzato un remake sonoro nel 1930, The Bat Whispers). A questi si devono aggiungere anche le influenze delle riviste pulp come Black Book Detective, il cui protagonista era un investigatore mascherato dal nome Black Bat, ma probabilmente anche l'Uomo Ombra (The Shadow), personaggio ammantato di quella stessa aura leggendaria caratteristica di Batman. Ipotizzabile, anche, un'influenza dei fumetti di Wesley Dodds, il Sandman della Golden Age, anch'egli un ricco ereditiere affiancato da un fedele maggiordomo, come Bruce è affiancato dal fedele Alfred Pennyworth. Per le ambientazioni urbane, invece, l'influenza principale sembra essere, almeno in ambito fumettistico, Gang Busters in Action di Henry Vallely, che ha ispirato alcune vignette presenti nel racconto delle origini del personaggio, mischiate ad ambientazioni reali della storia.
Per scrivere una trama Bill Finger si documentava molto cercando ispirazione anche da foto tratte da riviste come il National Geographic o Life che permettevano di conoscere paesi lontani, e dava a Bob Kane quanto trovato. Era molto ordinato e metodico ed essendo fin dalla sua giovinezza cagionevole di salute leggeva moltissimo.
Bob Kane, con il fondamentale aiuto di Bill Finger che può essere considerato co-creatore del personaggio avendo contribuito al suo sviluppo creando alcuni dei suoi tratti distintivi e del suo armamentario come il batarang e la Batcaverna e Robin, crea finalmente il personaggio il quale debutta sul n. 27 di Detective Comics del maggio 1939 pubblicato dalla National, oggi DC Comics.

### Successo ed evoluzione del personaggio
Il successo della pubblicazione spinse ben presto la National a varare una seconda testata, questa volta intitolata espressamente al personaggio, Batman, che debutta nel 1940 con storie inedite e con l'esordio di due dei comprimari più famosi: Joker e Catwoman. In questo periodo vennero approfondite le origini del personaggio quando Kane realizzò una storia di due pagine nella quale venivano sintetizzate la rapina e l'omicidio dei genitori, la promessa di un piccolo Bruce e il pipistrello come ispirazione del costume.
Allo studio creativo del personaggio collaborarono oltre a Finger anche Gardner Fox e disegnatori come Jerry Robinson e Dick Sprang. Kane propose inoltre personaggi e storie altamente inquietanti e in questo primo periodo il personaggio non aveva alcuna remora morale nell'uccidere un criminale, anche se questo atteggiamento venne presto abbandonato così come la sua iniziale invulnerabilità fisica dovuta ad alcune sostanze chimiche sviluppate dallo stesso Wayne: tutti questi elementi vennero via via abbandonati anche grazie all'introduzione del primo Robin, Dick Grayson, anch'egli orfano dei genitori.
Poi venne la creazione di avversari come Joker, Catwoman, Hugo Strange e le sfide contro stregoni, maghi, licantropi e vampiri; ispirandosi poi sempre alla letteratura e al cinema nascono personaggi come Due Facce o come il Pinguino: mentre il primo venne presto abbandonato a causa della sua depressione (salvo poi un recupero negli anni settanta), il secondo fu subito un personaggio di enorme successo, diventando ben presto più un criminale dalla vena fortemente comica, per evolversi con il succedersi degli autori.
Tra gli altri criminali notevoli ideati da Kane in questo stesso periodo vi sono il Monaco, che rapisce la prima fidanzata di Bruce, Julie Madison, con l'intento di sacrificarla; il Dr. Death, un letale chimico pronto a minacciare di morte intere nazioni in cambio del denaro; Basil Karlo, il primo Clayface, un attore impazzito che iniziò a uccidere il cast del remake di un suo vecchio film horror; il Cappellaio Matto; lo Spaventapasseri.

### Dick Sprang e la Golden Age
I toni inquietanti imposti alle trame da Kane e che si erano sfumati a causa della presenza di Robin, ideato per rendere il prodotto vendibile a un vasto pubblico, vennero abbandonati con l'arrivo a metà degli anni quaranta del disegnatore Dick Sprang. La creazione più importante di questo periodo Sprang è il personaggio dell'Enigmista (1948); i criminali più classici come Joker e Pinguino danno vita a sfide incredibili in contesti composti da oggetti comuni ma enormemente ingigantiti mentre le sfide con la malavita mantengono un tono oscuro, ricche di azione e sovente anche con l'intervento di Alfred; Sprang propose, insieme allo sceneggiatore Don Cameron, delle storie leggere e un Batman spesso con il sorriso anche quando indossa la maschera e che non è difficile supporre abbia fatto da base per la serie televisiva degli anni sessanta con Adam West per protagonista. Tra gli ideatori delle gigantesche minacce c'era anche Bill Finger, accanito lettore di Popular Science e Popular Mechanics, sue continue fonti di ispirazione. È di questo periodo ad esempio la celebre moneta gigante di Due Facce che si trova nella batcaverna come trofeo. Tra gli autori che seguirono questa linea narrativa vi furono anche Arnold Drake, Edmond Hamilton e Leigh Barckett. Sono ancora di questo periodo alcune storie fantascientifiche sui viaggi nel tempo e nello spazio. Una delle cause di questa versione più leggera del personaggio fu la crociata contro i supereroi condotta dallo psichiatra Fredric Wertham con il suo libro Seduction of the Innocent (1954) che unita a un calo di vendite causò la scomparsa dei supereroi dalle edicole fatta eccezione per Superman, Wonder Woman, Aquaman e lo stesso Batman e per il concorrente Capitan Marvel della Fawcett; in particolare le accuse di Wertham verso Batman (omosessualità e pedofilia) produssero proprio quelle storie giocose destinate a tranquillizzare i genitori sulla dirittura morale dell'eroe in maschera.
Tra le altre creazioni del periodo vi sono Firefly, un criminale comune che iniziò a usare le fiamme per i suoi crimini, Mr. Freeze, scienziato esperto in criogenia, nonché Batwoman, tentativo di bissare il successo dell'introduzione di Robin. Importantissima poi a livello di continuity è l'introduzione di Joe Chill, un piccolo boss che si scopre essere il rapinatore che ha ucciso i Wayne e quindi l'indiretto responsabile della nascita di Batman.
Oltre a Sprang, è abbastanza certa anche la collaborazione di Sheldon Moldoff tra i responsabili della creazione di Batwoman e di Batgirl; Moldoff ideò anche Bat-Mito, un folletto e il segugio Asso.

### Julius Schwartz e la Silver Age
Dopo la crisi di vendite e la crociata di Wertham il mondo dei supereroi ricomincia a riprendersi. L'inizio della Silver Age (1956), quando su Showcase n. 4 coincide con l'esordio Barry Allen, il nuovo Flash. Autore di questa nuova rinascita fu Gardner Fox. Negli anni sessanta ci fu il ritorno di altri personaggi del passato come Lanterna Verde, Hawkman, Atomo e la Justice League che vennero aggiornati mentre Batman rimase però immune a questa ondata di rinnovamento protagonista di storie avventurose ancora legate al periodo precedente. Il rinnovamento avvenne con Julius Schwartz, supervisore che ereditò nel 1964 le testate legate al personaggio e decise di aggiornare la linea editoriale eliminando invenzioni e personaggi del passato come Batwoman, Batgirl, Bat-Mito o Asso, e proponendo, come logo per il costume, un pipistrello stilizzato su campo giallo oltre la morte di Alfred. Gardner Fox venne affiancato da artisti come Joe Giella, Murphy Anderson, Gil Kane e Carmine Infantino. Schwartz, dopo il rinnovo dei team creativi, propose il ritorno dei criminali della golden age, iniziando dall'Enigmista. Tra le idee originali vi fu Poison Ivy di Robert Kanigher. Il rinnovamento di Schwartz venne però ostacolato dal successo della serie televisiva interpretata da Adam West trasmessa dal 1966, che ebbe come conseguenza un aumento dello spazio lasciato a Batman sulla testata World's Finest Comics e all'interno della Justice League; inoltre venne inserito come co-protagonista in altre serie mentre il merchandising riscontrava un analogo successo. Questo influì negativamente sul progetto di Schwartz che si vide costretto a reintrodurre Batgirl e far tornare in vita Alfred. Quando il serial televisivo fu concluso nel 1968, Schwartz poté riprendere il discorso.

### Gli anni settanta
Il periodo dal 1968 a tutti gli anni settanta sono supervisionati da Julius Schwartz con autori come Dennis O'Neil, Bob Haney e Len Wein, affiancati da disegnatori come Neal Adams, che riportarono il personaggio verso le atmosfere oscure delle origini, passando da atmosfere urbane a quelle horror e d'avventura. Ci fu il ritorno di Due Facce del quale vengono rinarrate le origini; poi fece ritorno Joker e in un lungo arco narrativo, Il risveglio del Demone, venne introdotto Ra's al Ghul. In generale le storie hanno atmosfere horror con ad esempio una sfida contro un licantropo o l'esordio di personaggi come Man-Bat.
Haney si occupò soprattutto dei team-up, ovvero degli incontri con altri eroi, principalmente sulla testata The Brave and the Bold, nei quali il personaggio incontra Superman, Flash, Freccia Verde, Aquaman, i Giovani Titani, Sgt. Rock e Deadman. Il tutto illustrato da Neal Adams.
Dopo la coppia O'Neil-Adams nel 1977 arrivano Steve Englehart e Marshall Rogers. Il primo conferisce un tono brillante ai dialoghi e scrive due importanti sotto trame: la prima su Rupert Thorne, presidente della giunta comunale e capo della malavita locale e la seconda su Silver St. Cloud, una donna di cui si innamorerà Bruce Wayne. Viene anche introdotto il Dottor Phosphorus, criminale con poteri speciali. Il nuovo disegnatore Marshall Rogers rivoluzionerà la grafica della serie rendendo i contorni delle figure più marcati, così come i lineamenti dei personaggi, mentre aumenta la gamma delle espressioni, le onomatopee fanno parte integrante di muri e pavimenti, e le inquadrature diventano molto più cinematografiche. Fondamentale è la riproposta di un nemico classico come Hugo Strange e viene ripescato il Pinguino e Deadshot, che viene attualizzato mentre ritorna il Joker. Len Wein riporta in pista Clayface in una terza versione.

### Gli anni ottanta: laCrisi sulle Terre infinitee Frank Miller
Negli anni ottanta vennero introdotti nuovi personaggi come Leslie Thompkins, Lucius Fox e criminali come Killer Croc, Maschera Nera, il Ventriloquo con la sua marionetta Scarface, Victor Zsasz; inoltre il Robin originale, Dick Grayson, venne sostituito da Jason Todd, creato da Gerry Conway e Don Newton. Con la saga Crisi sulle Terre infinite del 1985, uno dei primi crossover di genere supereroico, si decise di mettere ordine nella complessa continuity dell'Universo DC e nel caso di Batman fu l'occasione anche per rivoluzionare la serie grazie sostanzialmente a Frank Miller, che nel 1985 scrisse e disegnò Il ritorno del Cavaliere Oscuro, saga ambientata nel futuro, dieci anni dopo il ritiro di Wayne dalla carriera di vigilante. La DC affidò a Miller la storia che avrebbe rinarrato le origini di Batman, Batman: Anno uno, nel quale le origini del personaggio rimangono sostanzialmente invariate ma l'atmosfera si fa molto più urbana e violenta e il personaggio ritrova un'aura di leggenda in quanto la sua stessa esistenza sarà da allora provata solo sulla base della parola dei criminali da lui catturati. Questi nuovi toni oscuri e violenti porteranno a una nuova serie di storie e a una nuova origine per Jason Todd, questa volta realizzate da Max Alan Collins e da Chris Warner: il nuovo Jason è un bulletto di strada, orfano, che viene arruolato da Batman.
Dopo Collins si alterneranno altri autori come Jim Starlin e il disegnatore Jim Aparo i quali realizzarono storie ancora più ambigue e drammatiche. La DC in questo periodo indisse un sondaggio telefonico per decidere le sorti del nuovo Robin per la conclusione dell'arco narrativo Una morte in famiglia, di Starlin e Aparo, nella quale il secondo Robin va alla ricerca della madre e delle sue origini; Todd rimane ucciso dal Joker, come deciso dal sondaggio con i lettori. Il nuovo Robin, Tim Drake, venne introdotto per volere del nuovo editor Dennis O'Neil ed esordì nel 1989 creato da Marv Wolfman e Pat Broderick. Nel frattempo, su Detective Comics, Mike W.Barr e Alan Davis, dopo una serie di storie nelle quali avevano rivisitato non solo la mitologia del personaggio ma anche il rapporto di Wayne con le sue stesse origini, vennero sostituiti da Alan Grant, John Wagner e Norm Breyfogle che per il successo riscontrato portò all'esordio di una nuova serie, The Shadow of the Bat.

### Gli anni novanta
Gli autori Denny O'Neil, Chuck Dixon, Doug Moench e Jim Aparo realizzarono il lungo arco narrativo di Batman: Knightfall. Nello stesso periodo viene pubblicato Ora zero - Crisi nel tempo, crossover ideato da Jurgens per cercare di porre rimedio agli errori lasciati da Crisis ma non produsse cambiamenti significativi nella continuity e i vari team creativi rimasero sostanzialmente invariati fin quasi alla fine del decennio. Tra i nuovi personaggi di questo periodo: Maschera Nera e Vesper Fairchild, giornalista e fidanzata di Bruce. Con il ciclo Terra di nessuno (Batman: No Man's Land), Gotham venne colpita da un terremoto catastrofico e parzialmente abbandonata e dichiarata non più parte degli Stati Uniti d'America dal governo. Per un intero anno tutte le testate legate a Batman (Detective Comics, Batman, Legends of the Dark Knight, Shadow of the Bat) avrebbero presentato archi narrativi completi con diversi nuovi team creativi come Mike Deodato, Greg Rucka e Devin Grayson, Damion Scott, Rick Burchett e altri. Fra i nuovi personaggi introdotti ci sono Harley Quinn, Cassandra e David Cain.

### Gli anni duemila e duemiladieci
Con la conclusione del crossover le varie serie ritornano al loro corso: Detective Comics presenta Rucka come sceneggiatore e Shawn Martinbrough come disegnatore regolare; Batman presenta Scott McDaniel come disegnatore regolare con i testi di Larry Hama e Ed Brubaker; Legend ritorna a presentare storie complete sul passato del personaggio; Shadow viene chiusa per fare posto a Gotham Knights, scritta da Devin Grayson e disegnata da Dale Eaglesham. Questi nuovi team creativi in Officer Down mandano in pensione Gordon; questo arco narrativo, insieme a Joker: L'ultima risata, e all'introduzione di Sasha Bordeaux, guardia del corpo di Bruce Wayne, sono il preludio alla lunga saga successiva ideata da Rucka e Brubaker divisa in due parti (Bruce Wayne: Assassino? e Bruce Wayne: Fuggitivo). Altro capitolo degno di nota è l'introduzione di un nuovo nemico nel ciclo di storie omonimo, Hush, scritto da Jeph Loeb e disegnato da Jim Lee, con il ritorno dell'Enigmista; l'arco narrativo rivisita l'intera vita di Batman, riproponendo personaggi poco utilizzati. A questa fa seguito Broken City, ideata da Brian Azzarello. Seguono poi Batman: Giochi di guerra (Batman: War Games) e Sotto il Cappuccio, che vede il ritorno di Jason Todd, con la nuova identità di Cappuccio Rosso. Grant Morrison esordisce come autore nel 2006, con un lungo ciclo che porta all'evento Crisi finale. Del 2008 è la saga Batman R.I.P.. nella quale per la prima volta il personaggio farà uso di un'arma da fuoco e rimane apparentemente ucciso; dopo la morte di Batman, il suo posto viene preso da Nightwing e Robin diviene Damian Wayne; insieme si trasferiscono a villa Wayne e Maschera Nera diventa il nuovo boss della malavita di Gotham. In seguito si scopre che Bruce Wayne non è morto ma è finito nella preistoria. Tornato nel presente, affronterà per l'ultima volta Hurt che si spaccia per Thomas Wayne finendo ucciso da Joker. Nightwing rimane nei panni di Batman e Bruce Wayne rivela al mondo di essere il finanziatore occulto di Batman e avvia una nuova iniziativa per scegliere altri Batman, uno per ogni paese del mondo: nasce la Batman Inc.
Anno Zero è un arco narrativo scritta da Scott Snyder e disegnata da Greg Capullo, che vuole rinarrare le origini di Batman e le vicende si svolgono sei anni prima della continuity della nuova DC, in cui Bruce Wayne è appena tornato a Gotham City dopo anni di allenamento fisico e mentale all'estero e ne ha circa 25. La storia va a modificare Batman: Anno uno di Frank Miller e alla fine Bruce Wayne deciderà di essere Batman per proteggere Gotham.

## Biografia del personaggio
Bruce Wayne, insieme al padre Thomas e alla madre Martha, va al cinema il 26 giugno per vedere Il segno di Zorro; all'uscita i genitori vengono rapinati da Joe Chill che nell'aggressione li uccide e il bambino, rimasto traumatizzato, promette un giorno di iniziare a combattere i criminali con lo scopo di rendere Gotham City un luogo migliore. Bruce, ereditato il patrimonio di famiglia, viene cresciuto dal maggiordomo Alfred Pennyworth e inizia ad allenarsi sotto la supervisione di Alfred. All'età di quattordici anni Bruce sente di dover essere migliore, e incomincia a viaggiare per il mondo per terre lontane, studiando inizialmente nelle migliori scuole criminologia, chimica ed altre materie, praticando al contempo anche arti marziali e svariate forme di stili di combattimento e tecniche investigative. Con il passare degli anni Bruce affina sempre di più le sue abilità mentali e fisiche, ma non sentendosi ancora all'apice, incomincerà ad addestrarsi in prove sempre più complesse sotto la guida dei migliori maestri del mondo. Tornato a Gotham dopo circa quindici anni di viaggi in giro per il mondo ha raggiunto la miglior forma fisica e mentale. Tornato a Gotham per qualche settimana inizierà a combattere il crimine come vigilante indossando un passamontagna, tuttavia nota presto che i criminali non lo temono. Un giorno ferito e stanco da uno scontro avuto in città, torna a casa e inizia a parlare con il quadro dei suoi genitori in cerca di un segnale, un'ispirazione. Ad un certo punto, un pipistrello irrompe da una finestra della villa, e Bruce dunque decise che i pipistrelli, la sua più grande paura avuta fin da bambino, sarebbero diventati la paura dei criminali e così realizza un travestimento ispirato all'animale per terrorizzare i suoi nemici.
(Bruce Wayne/Batman)
Da quel momento nacque la leggenda: Batman, che, grazie al suo patrimonio, mette a punto un sofisticato equipaggiamento dotandosi di prototipi dell'azienda di famiglia, la Wayne Enterprises, con l'aiuto di Lucius Fox, e collaborando nei panni di Batman con il commissario di polizia James Gordon nella lotta alla malavita. 
Oltre alla mafia, nei panni di Batman, combatte anche criminali come il clown del crimine Joker, l'ex procuratore distrettuale di Gotham Harvey Dent, divenuto il criminale Due Facce, l'Enigmista, il Pinguino, Mister Freeze, Bane e molti altri.

### Identità segreta
Nel corso del tempo sono stati diversi i personaggi che hanno avuto modo di scoprire la vera identità di Batman. Il primo è stato il suo fedele maggiordomo Alfred il quale pur riluttante, aiuta Wayne nella sua crociata. Molti alleati di Batman hanno scoperto la sua vera identità, come Superman, Wonder Woman, Wally West, Barry Allen, John Stewart, Kyle Rayner, Hal Jordan, Alan Scott, Plastic Man, Aquaman, Freccia Verde, Jason Todd, Timothy Drake e Damian Wayne, Barbara Gordon, Batwoman, Stephanie Brown, Cassandra Cain, Catwoman, Terry McGinnis, Dick Grayson, e dopo che quest'ultimo si è sposato con Starfire, anche da lei e dai loro figli Nightstar (Mar’i Grayson) e Jake Grayson.
La dottoressa Leslie Thompkins è anch'essa a conoscenza dell'identità segreta di Bruce e spesso, nei film, le donne con cui il miliardario intrattiene una relazione amorosa scoprono che Batman e Bruce sono la stessa persona, perché sono attratte da entrambe le personalità.
Viceversa molti nemici di Batman, nel corso degli anni, sono riusciti a svelare la sua doppia identità come ad esempio Ra's al Ghul, Hugo Strange, l'Enigmista, Catwoman e Bane oltre forse a Jonathan Crane e ad Hush. Molti degli avversari di Batman che hanno scoperto la sua vera identità hanno rimosso questa informazione per scelte degli autori. Anche Joker ha avuto l'opportunità di svelare il segreto di Bruce Wayne, ma l'ha rifiutata dal momento che vuole sconfiggere personalmente il suo più acerrimo nemico senza ricorrere a sotterfugi, tuttavia, il Joker del DC Animated Universe ha avuto tre occasioni di scoprirla, la prima volta grazie ad un processo contro Batman diretto dagli internati di Arkham, dove la sentenza era la rivelazione del suo volto, la seconda volta, assieme a Pinguino e Due Facce, il Dr. Strange gli ha rivelato che Bruce Wayne era dietro la maschera del Cavaliere Oscuro ma non gli ha creduto in mancanza di prove. Alla sua terza occasione, Joker strappa a Tim Drake questa informazione a seguito di torture e lavaggi del cervello (trasformandolo in un "figlio" suo e di Harley Quinn, la sua spalla), nel film Batman of the Future: Il ritorno del Joker, ma viene poi ucciso da Robin/Joker Jr. colto da un bagliore di lucidità, mentre Harley chiude con la malavita e non se ne fa niente di tale informazione. Inoltre, il Joker del film di Tim Burton, ne intuisce l'identità, verso la fine, quando lo stesso Batman gli dice che "uccidendo i suoi genitori, lo ha creato" e Joker ribadisce che anche lui, uccidendo Jack Napier, lo ha creato, parendo capire che si stava riferendo ai coniugi Wayne, morendo, però, poco dopo.
Nel film animato I migliori del mondo, versione per l'home video dell'episodio World's Finest de Superman, anche Lois Lane scopre che Bruce Wayne e Batman sono la stessa persona.
Quello di Batman non è l'unico travestimento che Bruce Wayne indossa: saltuariamente ha anche indossato i panni di Cerino Malone (Matches Malone) al fine di introdursi sotto copertura tra i criminali di Gotham e raccogliere informazioni.
Bruce Wayne ha anche un figlio, avuto con Talia al Ghul, figlia del suo nemico Ra's al Ghul, chiamato Damian. Nel fumetto Injustice 2 (ispirato all'omonimo gioco), Talia e Ra's al Ghul rivelano che Talia ebbe due gemelli, Damian e una femmina chiamata Athanasia, rimasta con la Lega degli assassini. Tuttavia, Bruce considera suoi figli tutti i Robin, da Dick Grayson a Tim Drake, passando per Jason Todd e in modo differente Cassandra Cain e Barbara Gordon. Inoltre è cugino di Katherine Kane (la Batwoman della continuity Rebirth), figlia del colonnello dell'esercito Jacob Kane, la cui sorella Martha sposò Thomas Wayne. Dick è stato poi adottato quando era già adulto (in segno di affetto e stima), mentre Tim lo è diventato all'inizio della continuity New 52 (all'epoca le leggi per l'affido di un minore erano cambiate). In Injustice: Gods Among Us, il Batman della Terra-2 si scontra con il figlio Damian (schieratosi con Superman perché disposto ad uccidere, contraddicendo la regola basilare della Bat-famiglia) e dopo averlo sconfitto dichiara che il figlio adottivo Dick Grayson era per lui il suo vero figlio, più di quello naturale. Già in Kingdom Come lo scrittore Mark Waid propone l'idea di un figlio di Batman e Talia, chiamandolo Ibn al Xu'ffasch (Figlio del Pipistrello). Su Terra-2 Batman e Catwoman ebbero una figlia, Helena, che in seguito prese il manto della Cacciatrice; dopo la fine di 52, ci fu una nuova versione che cambiò la madre di Helena da Selina Kyle a Kitty Kane/Batwoman.

### Interpretazioni sulla sessualità del personaggio
Negli anni ci sono state varie polemiche circa controverse interpretazioni sessuali del contenuto dei fumetti di Batman. La presunta omosessualità del personaggio è stata oggetto di studi accademici sin da quando lo psicologo Fredric Wertham asserì nel suo saggio del 1954 Seduction of the Innocent quanto segue: «Le storie di Batman sono psicologicamente omosessuali.» Affermò inoltre: «La tipologia delle avventure di Batman può indurre i bambini a sviluppare fantasie omosessuali, molte delle quali a livello inconscio.» Ancora Wertham scrisse: «Solo chi è completamente all'oscuro dei fondamenti della psichiatria moderna e della psicopatologia sessuale può ignorare la subdola atmosfera omoerotica che pervade le avventure di un uomo adulto come Batman e del suo giovane "amichetto" Robin».
Andy Medhurst scrisse nel suo saggio del 1991 intitolato Batman, Deviance, and Camp che Batman è un'icona gay proprio perché «Fu uno dei primi personaggi dei fumetti ad essere accusato di omosessualità», e che «La serie TV anni sessanta è una pietra miliare del camp».
Molti degli sceneggiatori che nel corso degli anni hanno lavorato sul personaggio hanno espresso la loro opinione in materia. Lo scrittore Alan Grant disse: «Il Batman che ho scritto per tredici anni non è gay. Il Batman di Denny O'Neil, quello di Marv Wolfman, il Batman di tutti quanti noi si rifà a quello di Bob Kane... nessuno di loro lo ha mai concepito come un personaggio gay. Solamente Joel Schumacher potrebbe aver avuto un punto di vista differente.» La scrittrice Devin Grayson ha commentato, «Dipende a chi lo domandi, lo è o no? Se lo domandate a me, dico di no, non penso che lo sia [...] Anche se posso capire le riletture in chiave gay, dopotutto.» Nonostante Frank Miller descrisse il rapporto tra Batman e il Joker come «un incubo omofobo», riferì di vedere maggiormente il personaggio come un uomo che sublima le sue pulsioni sessuali attraverso la lotta al crimine, concludendo: «Sarebbe più "sano" se fosse veramente gay.» Burt Ward, che interpretò Robin sullo schermo nel serial televisivo degli anni sessanta, ha parlato della sua interpretazione nella sua autobiografia Boy Wonder: My Life in Tights; scrisse che la relazione tra Batman e Robin poteva effettivamente anche essere interpretata come una sorta di relazione sessuale.
Queste interpretazioni omosessuali del personaggio continuano ad attirare attenzione da parte dei fan e dei media. Un esempio emblematico è accaduto nel 2000, quando la DC Comics rifiutò di concedere i diritti per la riproduzione e l'inclusione di alcune tavole di quattro storie di Batman (precisamente Batman numeri 79, 92, 105 e 139) nell'articolo di Christopher York All in the Family: Homophobia and Batman Comics in the 1950s. Un altro caso è accaduto nell'estate del 2005, quando il pittore Mark Chamberlain mise in mostra una serie di acquerelli raffiguranti Batman e Robin in esplicite pose omosessuali e mentre si intrattenevano in un rapporto sessuale. La DC minacciò di citare in giudizio sia l'artista che la galleria d'arte "Kathleen Cullen Fine Arts" se i dipinti non fossero stati rimossi e consegnati loro, insieme a tutto il ricavato della mostra.

### Interpretazioni psicologiche
Batman è stato oggetto di studio psicologico per un po' di tempo e ci sono state diverse interpretazioni nella psiche del personaggio.
In Batman and Psychology: A Dark and Stormy Knight, il Dr. Travis Langley sostiene che il concetto di archetipi come descritto dagli psicologi Carl Jung e Joseph Campbell è presente nei miti di Batman, in modo tale che il personaggio rappresenti "l'archetipo dell'ombra". Questo archetipo, secondo Langley, rappresenta il lato oscuro di una persona; non è necessariamente un male, ma piuttosto nascosto all'esterno e nascosto sia al mondo che a se stessi. Langley sostiene che Bruce Wayne si confronta con la propria oscurità all'inizio della vita; sceglie di usarlo per instillare paura nei trasgressori, con i suoi lati luminosi e oscuri che lavorano insieme per combattere il male. Langley usa la prospettiva junghiana per affermare che Batman fa appello al nostro bisogno di affrontare il nostro "sé ombra”. Langley tenne anche una classe chiamata Batman, un titolo su cui era irremovibile. "Avrei potuto chiamarlo qualcosa come Psicologia del Vigilantismo Notturno, ma no. L'ho chiamato Batman", dice Langley.
Diversi psicologi hanno esplorato la salute mentale di Bruce Wayne/Batman. Robin. S. Rosenberg ha valutato le sue azioni e i suoi problemi per determinare se raggiungono il livello dei disturbi mentali. Ha esaminato la possibilità di diversi problemi di salute mentale, tra cui il disturbo dissociativo dell'identità, il disturbo ossessivo-compulsivo e molti altri. Ha concluso che Bruce Wayne/Batman potrebbe avere un disturbo o una combinazione di disturbi, ma a causa della sua natura fittizia, una diagnosi definitiva rimarrà sconosciuta. Tuttavia, lo stesso Langley afferma nel suo libro che Batman è troppo funzionale e ben adattato, a causa del suo addestramento, del confronto della sua paura all'inizio e di altri fattori, per essere malato di mente. Più probabilmente, afferma che l'atteggiamento mentale di Batman è molto più in linea con un atleta olimpico dedicato.

## Personalità
I tratti caratteriali primari di Batman possono essere riassunti come "ricchezza, prestanza fisica, abilità deduttive e ossessione". I dettagli e il tono dei fumetti di Batman sono cambiati nel corso degli anni a causa dei diversi team creativi.
La forza trainante del personaggio di Bruce Wayne è l'omicidio dei suoi genitori e la loro assenza. Bob Kane e Bill Finger hanno discusso del passato di Batman e hanno deciso che "non c'è niente di più traumatico che avere i tuoi genitori assassinati davanti ai tuoi occhi". Nonostante il suo trauma decide di studiare per diventare uno scienziato e di addestrare il suo corpo alla perfezione fisica per combattere il crimine a Gotham City come Batman, un'idea ispirata dall'intuizione di Wayne nella mente criminale.
Un'altra delle caratterizzazioni di Batman è quella di un vigilante; per fermare il male iniziato con la morte dei suoi genitori, a volte deve infrangere lui stesso la legge. Sebbene si sia manifestato in modo diverso venendo raccontato da diversi artisti, è vero tuttavia che i dettagli e le componenti principali dell'origine di Batman non sono mai cambiati affatto nei fumetti, e quindi "la reiterazione degli eventi di origine di base tiene insieme espressioni altrimenti divergenti". L'origine è la fonte dei tratti e degli attributi del personaggio, che si manifestano in molte delle avventure del personaggio.
Batman è spesso trattato come un vigilante da altri personaggi nelle sue storie. Frank Miller vede il personaggio come "una figura dionisiaca, una forza per l'anarchia che impone un ordine individuale". Vestito da pipistrello, Batman coltiva deliberatamente un personaggio spaventoso per aiutarlo a combattere il crimine, una paura che ha origine dalla coscienza sporca dei criminali. A Miller è spesso attribuita la reintroduzione di tratti antieroici nella caratterizzazione di Batman, come la sua personalità minacciosa, la volontà di usare la violenza e la tortura e il comportamento sempre più alienato. Nel 1940, un anno dopo il suo debutto e l'introduzione di Robin, l'editore DC Whitney Ellsworth ha ritenuto che il personaggio sarebbe stato contaminato dai suoi metodi letali e la DC lo ha ricollegato come avente un rigoroso codice etico. Il Batman di Miller era più vicino alla versione originale pre-Robin, che era disposta a uccidere i criminali se necessario.

## Poteri e abilità

Batman con la speciale armatura usata per combattere Superman

Batman non ha superpoteri, essendo un semplice umano; motivo per cui fa affidamento sulle proprie conoscenze scientifiche, capacità investigative e abilità atletiche.
Essendosi sottoposto sin da giovanissimo ad allenamenti fisici estremamente intensi, a diete specializzate incredibilmente rigorose e ad appositi trattamenti, è riuscito a sviluppare un organismo perfetto sotto ogni punto di vista. Adesso è dotato di forza, resistenza, velocità, agilità, sistema immunitario, sensi, riflessi e processi mentali ai limiti delle possibilità umane; le sue capacità sono superiori anche a quelle dei più grandi campioni olimpionici. Batman è fortemente disciplinato e ha la capacità di agire sotto un grande dolore fisico e resistere alla maggior parte delle forme di telepatia e controllo mentale.
Secondo le valutazioni ufficiali della DC Comics è spesso descritto come uno degli individui considerati all'apice delle possibilità umane. In termini di condizioni fisiche è facilmente in grado di correre e saltare sui tetti in stile Parkour. I suoi riflessi gli permettono di deviare e schivare attacchi di qualsiasi genere, dardi, frecce e addirittura i raggi calorifici di Superman.
Nelle storie Batman è considerato uno dei migliori investigatori del mondo, se non il più grande risolutore di crimini al mondo. Batman è stato ripetutamente descritto come dotato di un intelletto di livello geniale (con un QI stimato intorno a un valore di 185), essendo uno dei più grandi artisti marziali dell'universo DC e con il massimo del condizionamento fisico umano, oltre ad avere una forza di volontà straordinaria. Una volta Superman ha considerato Batman una delle menti più brillanti del pianeta. A causa della mancanza di superpoteri, spesso utilizza la pianificazione e l'astuzia per battere i nemici, piuttosto che combatterli direttamente. La sua grande mente strategica gli ha permesso di essere il tattico della JLA e anche un consulente per i Giovani Titani. La ricchezza inesauribile di Wayne gli dà accesso a tecnologie avanzate e, in qualità di abile scienziato, è in grado di utilizzare e modificare queste tecnologie a proprio vantaggio, compresi il computer e il laboratorio di analisi installati nella sua Batcaverna. È stato in grado di ideare un'armatura (Hellbat) potente abbastanza da combattere contro Darkseid. Da eclettico, la sua conoscenza e competenza in innumerevoli discipline è quasi ineguagliata da qualsiasi altro personaggio nell'universo DC e dotato di un già citato condizionamento fisico umano al massimo. Ha viaggiato per il mondo acquisendo le abilità necessarie per aiutarlo nei suoi sforzi. È un maestro del travestimento ed esperto di spionaggio, altamente abile nel movimento furtivo (tecniche stealth) e nell'escapologia, il che gli consente di apparire e scomparire a suo piacimento e di liberarsi da trappole mortali quasi inevitabili con poco o nessun danno. Batman è un esperto di tecniche di interrogatorio e il suo aspetto intimidatorio e spaventoso è spesso tutto ciò che serve per ottenere informazioni dai sospettati.
Tra la formazione fisica e altre relative alla lotta alla criminalità, è anche esperto in altri tipi di abilità. Alcune di queste includono l'essere un pilota autorizzato (al fine di utilizzare il Batplano), oltre ad essere in grado di utilizzare altri tipi di macchinari. In alcune pubblicazioni, ha seguito una formazione da prestigiatore. Oltre alla sua lingua madre, sa parlare fluentemente il portoghese, il dhari, il russo, il cinese e il latino ed è in grado di capire la lingua dei segni americana e il labiale.
Batman si è allenato ampiamente in numerosi stili di combattimento con i migliori maestri al mondo per più di 10 anni, rendendosi uno dei migliori combattenti corpo a corpo nell'universo DC imparandone una ventina. Ha utilizzato appieno la sua memoria fotografica per padroneggiare diverse forme di arti marziali, tra cui aikido, boxe, jiu-jitsu brasiliano, capoeira, Eskrima, scherma, Gatka, Hapkido, Jeet Kune Do, judo, Kalaripayattu, karate, kenjutsu, kenpō, kickboxing, Krav Maga, kyūdō, muay thai, ninjutsu, pancrazio, Sambo, savate, silat, taekwondo, diversi stili di wushu e yaw-yan per creare un suo stile e ha studiato 127 arti marziali per ampliare appieno la sua conoscenza nelle arti marziali.

## Equipaggiamento
Batman utilizza un vasto arsenale di veicoli e gadget specializzati e ad alta tecnologia nella sua guerra contro il crimine, i cui design di solito condividono un motivo a pipistrello.
Il costume incorpora l'immagine di un pipistrello per spaventare i criminali. Il Cavaliere Oscuro fa uso di uno speciale costume realizzato in kevlar, con piccole percentuali di titanio. Esso è a prova di proiettile, ignifugo e in grado di resistere a vari tipi di minacce, come esplosioni, impatti e cadute. È anche dotato di rinforzi nei guanti e negli stivali, atti ad assorbire gli urti causati da pugni e calci. Ai lati dei guanti, sono state incorporate delle lame metalliche utilizzate per bloccare armi da taglio come spade o coltelli. Il mantello è super-leggero ed utilizzabile per planare o come paracadute. La maschera, contenente una piccola percentuale di piombo, protegge il volto di Wayne dai raggi X ed è dotata di vari sistemi di sicurezza, comprendenti gas soporifero e scariche elettriche. In essa, sono stati incorporati anche un sonar, dei sensori audio, un visore notturno, uno a raggi infrarossi e una ricetrasmittente audio/video. Gli stivali contengono una cerbottana con dardi narcotizzanti e un sonar che attira stormi di pipistrelli in caso di bisogno (come quello usato in Batman: Anno Uno e Batman Begins).
Batman tiene la maggior parte del suo equipaggiamento da campo nella sua cintura di utilità. Nel corso degli anni ha dimostrato di contenere un assortimento di armi e strumenti: Batarang, bolas, traccianti, palline di fumo, rebreather, taser, antidoti, Bat-manette, Bat-binocolo, provetta, maschera antigas e altri strumenti che può cambiare a seconda della missione. Diverse versioni della cintura hanno questi oggetti riposti in scomparti, spesso come astucci in stile militare o cilindri rigidi attaccati uniformemente attorno ad essa. Nella stessa cintura, in un'apposita tasca schermata dalle radiazioni, Batman conserva anche uno speciale anello di kryptonite, consegnatogli da Superman perché ne faccia uso contro lo stesso Uomo d'Acciaio se, un giorno, per qualche motivo, egli dovesse rappresentare una minaccia. Spesso è compreso un lanciatore a mano che spara un rampino retrattile attaccato a un cavo, che gli consente di attaccarsi a oggetti distanti, essere spinto in aria e quindi oscillare dai tetti di Gotham. Un'eccezione alla gamma dell'equipaggiamento di Batman sono le comuni pistole, che si rifiuta di usare per principio, poiché una pistola è stata utilizzata nell'omicidio dei suoi genitori. Nelle storie moderne in termini di veicoli, Batman scende a compromessi su quel principio per installare sistemi d'arma su di essi allo scopo di disabilitare in modo non letale altri veicoli, forzare l'ingresso in luoghi e attaccare bersagli pericolosi troppo grandi per essere sconfitti con altri mezzi.

### Veicoli
Il veicolo principale del personaggio è la Batmobile, che di solito è raffigurata come un'imponente automobile nera, spesso con pinne caudali che ricordano le ali di un pipistrello, ed equipaggiata con attrezzatura d'avanguardia.
Ha anche un aereo chiamato Batplano (in seguito chiamato "Batwing"), insieme a vari altri mezzi di trasporto, come il Batcottero (solo nel film del 1966), il Batscafo, il Bat-Sommergibile (chiamato anche "Bat-Sub") e il Batciclo (in seguito chiamato "Batpod").

### Batsegnale
Il Batsegnale è il segnale luminoso a forma di pipistrello che viene mostrato nel cielo da un proiettore, situato sul tetto del Dipartimento di polizia di Gotham City: è il mezzo con il quale gli agenti di polizia e il Commissario Gordon sono soliti chiamare Batman nei fumetti e nei film.
Con il tempo, in modo particolare nel film Il cavaliere oscuro, il Batsegnale ha avuto un significato più ampio e realistico. In genere, più che chiamare Batman, il segnale serve ad avvertire e spaventare i criminali della sua presenza e del fatto che lui sorveglia Gotham.
Questo è un significato decisamente più realistico, dato che sarebbe impossibile per Bruce Wayne accorgersi sempre del segnale ed intervenire giusto in tempo.

## Avversari
All'inizio, Batman combatteva principalmente criminali comuni o gangster, ma presto apparvero supercriminali in costume, componendo una delle più memorabili liste di nemici ricorrenti nella storia dei fumetti di supereroi. In linea con il tono della serie, i principali avversari di Batman sono generalmente privi di superpoteri, come lo stesso vigilante mascherato. Tuttavia, non sono meno pericolosi per la violenza e la psicopatia che li caratterizzano. Oltre a questi personaggi pittoreschi, Batman deve vedersela anche con politici corrotti.
Molti di questi cattivi rispecchiano aspetti del carattere e dello sviluppo di Batman, spesso con storie di origine tragiche che li portano a una vita criminale. Due Facce mostra fisicamente le sue due personalità come due facce della stessa moneta che sono anche Batman e Bruce Wayne. Ra's al Ghul, nel film Batman Begins, tende così tanto alla giustizia (secondo una visione apocalittica) che è pronto ad eliminare tutti i criminali (insieme al resto della popolazione della città) mentre Batman pensa solo a fermarli. Il nemico giurato di Batman è il Joker, un pagliaccio crudele e sadico che è considerato dai critici il suo perfetto avversario, poiché è l'antitesi di Batman nella personalità e nell'aspetto; il Joker ha un comportamento maniacale con un aspetto colorato, mentre Batman ha un comportamento serio e risoluto con un aspetto oscuro. Come "personificazione dell'irrazionale" il Joker è l'opposto di Batman: caos contro ordine, follia contro ragione. Molti di questi personaggi sono spesso pazienti psichiatrici all'Arkham Asylum.
Lista degli avversari principali di Batman:
- Baby Doll
- Bane
- Cacciatrice
- Cappellaio Matto
- Cappuccio Rosso
- Carmine Falcone
- Catwoman
- Clayface
- Cluemaster
- Deadshot
- Deathstroke
- Due Facce
- Enigmista
- Falena Assassina
- Fantasma
- Harley Quinn
- Hugo Strange
- Hush
- Joker
- Killer Croc
- Lady Shiva
- Lock-Up
- Man-Bat
- Maschera Nera
- Maxie Zeus
- Mr. Freeze
- Owlman
- Pinguino
- Poison Ivy
- Ra's al Ghul
- Rupert Thorne
- Salvatore Maroni
- Spaventapasseri
- Terribile Trio
- Tony Zucco
- Uomo Calendario
- Ventriloquo
- Victor Zsasz

## Alleati
Il maggiordomo di Batman, Alfred Pennyworth, è apparso per la prima volta in Batman #16 (1943). È la fedele figura paterna di Bruce Wayne ed è una delle poche persone a conoscere la sua identità segreta. Alfred ha cresciuto Bruce dopo la morte dei suoi genitori e lo conosce a livello molto personale. A volte è ritratto come un compagno di Batman e l'unico altro residente di Wayne Manor oltre a Bruce. Il personaggio "[dà] un tocco familiare ai dintorni di Batman ed [è] sempre pronto a fornire una mano ferma e rassicurante" all'eroe e al suo aiutante.
Il nome informale "Famiglia Batman " è usato per un gruppo di personaggi strettamente alleati con Batman, generalmente vigilanti mascherati che sono stati addestrati da Batman o operano a Gotham City con la sua tacita approvazione. Includono: Barbara Gordon, figlia del Commissario Gordon, che ha combattuto il crimine sotto l'identità di vigilante di Batgirl e, durante un periodo in cui è stata costretta su una sedia a rotelle a causa di una ferita da arma da fuoco inflitta dal Joker, l'hacker informatico Oracolo; Helena Bertinelli, l'unico membro sopravvissuto di una famiglia mafiosa diventata vigilante, che ha lavorato occasionalmente con Batman, principalmente come Cacciatrice e come Batgirl per un breve periodo; Cassandra Cain, la figlia degli assassini professionisti David Cain e Lady Shiva, succeduta a Bertinelli come Batgirl.
Lucius Fox, uno specialista di tecnologia e business manager di Bruce Wayne, che è ben consapevole delle attività di vigilante clandestino del suo datore di lavoro; la dottoressa Leslie Thompkins, un'amica di famiglia che come Alfred è diventato una figura genitoriale surrogata per Bruce Wayne dopo la morte dei suoi genitori, ed è anche a conoscenza della sua identità segreta; Vicki Vale, una giornalista investigativa che spesso riferisce delle attività di Batman per la Gotham Gazette.
Come alleato di Batman nella polizia di Gotham City, il commissario James "Jim" Gordon ha debuttato insieme a Batman in Detective Comics n. 27 e da allora è stata una presenza costante. Combattendo il crimine come uomo comune condivide gli obiettivi di Batman offrendo, proprio come fa il personaggio del dottor Watson nelle storie di Sherlock Holmes, la prospettiva di una persona normale sull'opera dello straordinario genio di Batman.
Batman è a volte un membro di squadre di supereroi come la Justice League of America e gli Outsiders. Batman è stato spesso accoppiato in avventure con il suo compagno di squadra della Justice League, Superman, in particolare come co-protagonisti della serie World's Finest Comics' e Superman/Batman. Nella continuità pre-crisi, i due sono raffigurati come amici intimi; tuttavia, nell'attuale continuità, sono ancora amici intimi ma una relazione difficile, con un'enfasi sulle loro diverse opinioni sulla lotta alla criminalità e sulla giustizia. In Superman/Batman #3 (dicembre 2003) Superman osserva: "A volte, lo ammetto, penso a Bruce come a un uomo in costume. Poi, con qualche gadget della sua cintura multiuso, mi ricorda che ha una mente straordinariamente inventiva. E quanto sono fortunato a potere contare su di lui."
Robin, il vigilante partner di Batman, è stato un personaggio di supporto ampiamente riconosciuto per molti anni. Bill Finger ha dichiarato che voleva includere Robin perché "Batman non aveva nessuno con cui parlare, ed era un po' noioso averlo sempre a pensare". Il primo Robin, Dick Grayson, fu introdotto nel 1940. Negli anni '70 finalmente crebbe, andò al college e divenne l'eroe Nightwing. Un secondo Robin, Jason Todd, è apparso negli anni '80. Nelle storie alla fine è stato picchiato brutalmente e poi ucciso in un'esplosione provocata dal Joker, ma in seguito è stato rianimato. Ha usato il vecchio personaggio del Joker, Cappuccio Rosso, ed è diventato un vigilante antieroe senza scrupoli nell'usare armi da fuoco o forza mortale. Carrie Kelley, la prima Robin donna ad apparire nelle storie di Batman, è stata l'ultima Robin nella continuità delle graphic novel di Frank Miller Il ritorno del cavaliere oscuro e Il cavaliere oscuro colpisce ancora, combattendo al fianco di un Batman invecchiato in storie fuori dalla continuità principale.
Il terzo Robin nei fumetti main stream è Tim Drake, che è apparso per la prima volta nel 1989. Ha continuato a recitare nella sua serie di fumetti, e attualmente si chiama Red Robin, una variazione sul personaggio tradizionale di Robin. Nel primo decennio del nuovo millennio, Stephanie Brown è stata la quarta Robin nell'universo tra un periodo e l'altro come la sua identità di vigilante fatta da sé, Spoiler, e in seguito come Batgirl. Dopo la morte apparente di Brown, Drake riprese il ruolo di Robin per un po'. Il ruolo alla fine è passato a Damian Wayne, il figlio di 10 anni di Bruce Wayne e Talia al Ghul, alla fine degli anni 2000. Il prossimo giovane aiutante di Batman è Harper Row, una giovane donna di strada che evita il nome Robin ma ha comunque seguito il tema ornitologico; ha debuttato con il nome in codice e l'identità di Bluebird nel 2014.

## Relazioni

### Discendenze
- Helena Wayne è la figlia biologica di Bruce Wayne e Selina Kyle di un universo alternativo fondato nei primi anni '60 (Multiverso) dove si sono svolte le storie dell'Età dell'Oro.
- Damian Wayne è il figlio biologico di Bruce Wayne e Talia al Ghul, e quindi il nipote di Ra's al Ghul.
- Terry McGinnis è figlio biologico di Bruce Wayne e Mary McGinnis nell'universo animato DC. Terry ha assunto il ruolo di Batman quando Bruce è diventato troppo vecchio per farlo.

### Interessi romantici
Gli scrittori hanno variato l'approccio nel corso degli anni all'aspetto "playboy" della persona di Bruce Wayne. Alcuni scrittori mostrano la sua reputazione di playboy come un'illusione fabbricata per supportare la sua missione di Batman, mentre altri hanno descritto Bruce Wayne come sinceramente godendo dei vantaggi di essere "lo scapolo più idoneo di Gotham". Bruce Wayne è stato ritratto come legato sentimentalmente a molte donne durante le sue varie incarnazioni. Le relazioni più significative si sono verificate con Selina Kyle (Catwoman) e Talia al Ghul, poiché entrambe le donne hanno dato alla luce i suoi figli biologici, rispettivamente Helena Wayne e Damian Wayne.
Il primo interesse romantico di Batman fu Julie Madison in Detective Comics n. 31 (settembre 1939); tuttavia la loro storia d'amore fu di breve durata. Alcuni degli interessi romantici di Batman sono state le donne con uno status rispettato nella società, come Julie Madison, Vicki Vale e Silver St. Cloud. Altre sono Chase Meridian in Batman Forever, Andrea Beaumont in Batman: La maschera del Fantasma, e Rachel Dawes nella Trilogia del cavaliere oscuro. Batman è stato anche coinvolto sentimentalmente con alleati, come Kathy Kane (Batwoman), Sasha Bordeaux e Wonder Woman, e con cattivi come l'antieroina Selina Kyle (Catwoman), Jezebel Jet, Pamela Isley (Poison Ivy), Talia al Ghul e Margaret Sorrow (Magpie).

### Catwoman
Mentre la maggior parte delle relazioni romantiche di Batman tendono ad essere di breve durata, Catwoman è stata la sua storia d'amore più duratura nel corso degli anni. L'attrazione tra Batman e Catwoman, il cui vero nome è Selina Kyle, è presente in quasi ogni versione e mezzo in cui appaiono i personaggi, inclusa una storia d'amore tra le loro due identità segrete già nel film del 1966 Batman. Sebbene Catwoman sia tipicamente raffigurata come una cattiva, Batman e Catwoman hanno lavorato insieme per raggiungere obiettivi comuni e di solito sono raffigurati come aventi una connessione romantica.
In una trama dei primi anni '80 Selina Kyle e Bruce Wayne sviluppano una relazione, in cui il pannello di chiusura della storia finale mostra che lei si riferisce a Batman come "Bruce". Tuttavia un cambiamento nel team editoriale ha portato a una rapida conclusione di quella trama e, a quanto pare, tutto ciò che è emerso durante l'arco narrativo. Fuori costume Bruce e Selina sviluppano una relazione romantica durante Il lungo Halloween. La storia mostra Selina che salva Bruce da Poison Ivy. Tuttavia, la relazione finisce quando Bruce rifiuta due volte le sue avances; una volta come Bruce e una volta come Batman. In Batman: Vittoria oscura, la fa alzare in piedi in due giorni festivi, costringendola a lasciarlo per sempre e a lasciare Gotham City per un po'. Quando i due si incontrano a un'opera molti anni dopo, durante gli eventi dell'arco narrativo di 12 numeri chiamato Hush, Bruce commenta che i due non hanno più una relazione come Bruce e Selina. Tuttavia, "Hush" vede Batman e Catwoman allearsi contro l'intera galleria dei ladri e riaccendere la loro relazione romantica. In Hush, Batman rivela la sua vera identità a Catwoman.
Il Batman di Terra-Due, un personaggio di un mondo parallelo, collabora e sposa la riformata Selina Kyle di Terra-Due, come mostrato in Superman Family. Hanno una figlia di nome Helena Wayne, che diventa la Cacciatrice. Insieme a Dick Grayson, il Robin della Terra-Due, la Cacciatrice assume il ruolo di protettore di Gotham una volta che Bruce Wayne si ritira per diventare commissario di polizia, una posizione che occupa fino a quando non viene ucciso durante un'ultima avventura come Batman.
Batman e Catwoman hanno un incontro sessuale sul tetto di un edificio in Catwoman (vol. 4) #1 (2011); lo stesso problema implica che i due abbiano una relazione sessuale in corso. Dopo il riavvio della continuità DC Rebirth del 2016, i due hanno di nuovo un incontro sessuale in cima a un edificio in Batman (vol. 3) #14 (2017).
Dopo il riavvio della continuità DC Rebirth del 2016 Batman e Catwoman lavorano insieme nel terzo volume. I due hanno anche una relazione romantica, in cui vengono mostrati avere un incontro sessuale su un tetto e dormire insieme. Bruce propone a Selina in Batman (vol. 3) #24 (2017), e nel numero #32, Selina chiede a Bruce di proporle di nuovo. Quando lo fa lei dice: "Sì".
Batman Annual (vol. 3) #2 (gennaio 2018) è incentrato su una trama romantica tra Batman e Catwoman. Verso la fine, la storia è proiettata in avanti nel futuro, in cui Bruce Wayne e Selina Kyle sono una coppia sposata nei loro anni d'oro. Bruce riceve una diagnosi medica terminale e Selina si prende cura di lui fino alla sua morte.

## Altre versioni
In un episodio dell'etichetta Elseworlds della DC Comics Bruce Wayne discende dal cavaliere medievale Sir Gawain; in una storia intitolata Il Graal i discendenti del cavaliere della Tavola Rotonda hanno custodito segretamente, di generazione in generazione, il santo Graal. Questo poi viene consegnato proprio a Bruce Wayne, che è l'ultimo discendente e che dovrà difenderlo da Ra's al Ghul. In un'altra storia della stessa collana un Bruce ancora giovane e appena tornato dal suo viaggio di addestramento viene scelto dall'anello del morente Abin Sur come suo successore nel ruolo di Lanterna Verde.

Batman la Morte Rossa sulla copertina di Flash n. 32 (RW Edizioni)

A metà del 2017 il crossover Metal, che riunisce personaggi da gran parte dell'universo DC, mostra una versione oscura del Multiverso, formata dalle paure e le speranze infrante dei personaggi DC; in particolare, il crossover ha al suo centro Batman e sette sue versioni deformate; ciascuna è dotata di un potere di un membro della Justice League, è nata da un fallimento del Cavaliere Oscuro, e utilizza uno dei protocolli creati per abbattere i compagni di squadra della Lega. Essi sono:
- Batman la Morte Rossa[119] (Batman the Red Death): questo Batman ha rubato la Forza della Velocità a Flash, servendosene per invecchiare le persone che incontra e muoversi a gran velocità.
- Batman la Macchina Assassina[119] (Batman the Murder Machine): dopo la morte di Alfred per mano di alcuni dei suoi supercriminali attivi a Gotham, Bruce chiede aiuto a Cyborg per costruire un Alfred virtuale che gli tenga compagnia e lo aiuti; tuttavia, Victor Stone rifiuta e Bruce provvede da sé, prendendo il necessario anche senza permesso; il progetto va oltre e l'Alfred virtuale si evolve e attacca ogni supercriminale considerando suo dovere proteggere Bruce; portando oltre il ragionamento, passa ad attaccare anche i supereroi, e Bruce stesso si modifica in una versione metallica simile a Cyborg.
- Batman l'Ombra della Notte[119] (Batman the Dawnbreaker): la sera in cui i suoi genitori vengono uccisi, Bruce Wayne sente improvvisamente il vuoto dentro di sé; non prova più nulla, neppure la paura; così un anello delle Lanterne Verdi lo sceglie e lo potenzia; la prima cosa che il giovanissimo Bruce fa è inseguire il ladro ed ucciderlo; tuttavia questo viola lo statuto del Corpo delle Lanterne Verdi, ma la volontà di Bruce è tale da aggirare i limiti dell'anello. Comincia una caccia all'uomo su scala metropolitana per ripulire la città, sempre con esiti letali; la cosa disturba non poco James Gordon, che affronta il giovane Bruce per convincerlo a cambiare idea ma finisce ucciso da lui; nella sua rabbia Bruce non ha limiti, e la sua volontà riesce a tenere testa perfino ai Guardiani dell'Universo, venuti a togliergli l'anello; Bruce uccide anche loro e sbaraglia le Lanterne Verdi, portando la sua crociata oltre i confini della Terra.
- Batman l'Abissale[119] (Batman the Drowned): questa versione di Bruce è femmina, e si chiama Bryce; per contrastare l'invasione da parte di Atlantide, che ha sommerso buona parte del mondo, Bryce sperimenta con il DNA atlantideo su sé stessa, diventando un ibrido in grado di respirare dentro e fuori l'acqua; per combattere la sua guerra contro Atlantide Bryce non esita a creare ibridi dall'aspetto rettiliano, capaci come lei di sopravvivere in entrambi gli ambienti. Il suo odio scaturisce dalla morte dell'amato Sylvester Kyle (versione maschile di Catwoman) per colpa dei meta-umani.
- Batman lo Spietato[119] (Batman the Merciless): quando Ares forgia un elmo in grado di amplificare i suoi poteri, la Justice League è largamente superata ma, nonostante tutto, affronta il Dio della Guerra, aiutata dalle Amazzoni di Temiscira; molti muoiono e alla fine restano Ares trionfante, Batman ferito e Wonder Woman apparentemente morta; tuttavia Ares ha perso l'elmo; furioso dalla morte di Diana (che Bruce ama in segreto), Batman ignora l'avvertimento della principessa amazzone e indossa l'elmo; con il suo potere sconfigge Ares ma si perde nella stessa identica follia, tanto che, quando Diana si riprende (Ares l'ha solo tramortita), Bruce la uccide perché lei tenta di togliergli l'elmo; dopodiché comincia una guerra infinita e spietata contro tutto e tutti, compresi gli Olimpiani, senza più mezze misure, cautele e l'abitudine a trattenersi.
- Batman il Devastatore[119] (Batman the Devastator): questo Batman ha sperimentato su sé stesso il virus Doomsday per combattere Superman, divenuto malvagio come in Injustice: Gods Among Us; pur mostrando le capacità tipiche del mostro, conserva parte dell'intelligenza di Bruce Wayne (come dimostrano i dialoghi del personaggio).
- Il Batman che ride[119] (The Batman who Laughs): il peggiore di tutti. Quest'ultimo orrore non proviene da un membro della Justice League bensì da Batman stesso, definito "il Cavaliere Oscuro senza Bruce Wayne", senza coscienza, che ha superato i limiti auto-imposti diventando assai simile al Joker, proprio a causa sua: il Clown Principe del Crimine del suo universo è infatti più spietato (ammesso che una versione del Joker possa essere più spietata e folle rispetto alle altre), ha ucciso il commissario Gordon e distrutto i distretti di polizia di Gotham e i suoi ospedali per far sprofondare la città nel caos. Ha inoltre ucciso vari nemici di Bruce e, venuto a conoscenza della sua identità segreta, lo ha catturato e riportato nel luogo dove i suoi genitori morirono, ricreando la scena uccidendo due passanti davanti al figlio. Proprio Batman, in un impeto di rabbia, uccide la sua nemesi per salvare la città, rimanendo però vittima del suo ultimo scherzo: il Pagliaccio ha infatti creato un gas che, sprigionandosi alla sua morte dal corpo, avrebbe reso il suo assassino simile a lui. Così il genio diabolico del Joker e quello tattico di Batman si uniscono, in un mix infernale. Il suo sorriso da iena e le tattiche imprevedibili sono le stesse del Principe del Crimine, ma mosse dal genio di Batman; questi si circonda di piccoli Robin dallo stesso aspetto, che dovrebbero corrispondere a Damian Wayne; è lui ad aver raccolto e coordinato tutti gli altri Batman oscuri.

## Pubblicazioni

### Pubblicazioni negli Stati Uniti d'America

#### Edizioni seriali
Le avventure di Batman vengono pubblicate, ogni mese negli Stati Uniti, su un gruppo di albi mensili regolari e su alcune miniserie. Gli albi regolari sono:
- Detective Comics, la collana che per prima ha visto l'esordio del personaggio, nel n. 27 del maggio 1939;[120]
- Batman, la prima testata espressamente dedicata a Batman, pubblicata dal 1940;[121] la serie ebbe poi due rilanci editoriali, nel 2011 e nel 2016 quando la serie ripartì da capo la numerazione;[122][123]
- Shadow of the Bat, serie regolare pubblicata dal 1992 al 2000;[124]
- Batman: Gotham Knights, serie regolare pubblicata dal 2000 al 2006;[125]
- Batman & Robin, con Dick Grayson nei panni di Batman e Damian Wayne in quelli di Robin; pubblicate due serie tra il 2009 e il 2015;[126][127]
- Streets of Gotham, presenta avventure del nuovo Batman, Dick Grayson; pubblicata dal 2009 al 2011;[128]
- Batman: The Dark Knight, serie regolare pubblicata dal 2011 al 2014;[129] sempre nel 2011 fu pubblicata una miniserie dallo stesso nome;[130]

#### Storie fuori serie
Fra le storie fuori serie ci sono quelle edite con il marchio Elseworlds, una linea editoriale che presenta storie fuori dalla continuity ufficiale come Gotham by Gaslight (Dall'Inferno a Gotham) (1989) che è il prototipo di storie del genere, nelle quali Batman, le cui origini restano invariate, viene messo a confronto con Jack lo squartatore abitante di Gotham che, tornato a casa, riprendere l'attività interrotta a Londra. Oppure La maledizione di Gotham di Mignola e disegnata da Troy Nixey, che narra di come il ritrovamento nell'Antartico di una misteriosa entità antica porterà un terribile pericolo al mondo intero; o la miniserie Batman: Anno 100 del 2006, vincitrice di un premio Eisner Award.
Altre storie fuori serie ma nel rispetto della continuity sono Il ritorno del Cavaliere Oscuro di Miller, Batman: Il cavaliere oscuro colpisce ancora, Dark Knight III: The Master Race (2010) o Arkham Asylum di Grant Morrison e Dave McKean. Ci sono poi quelle della serie di crossover Marvel contro DC in cui il personaggio incontra Capitan America o un altro incontro tra Batman e Capitan America, scritto e disegnato da John Byrne, che vede i due eroi e le rispettive spalle, Robin e Bucky, allearsi durante la seconda guerra mondiale; Batman è stato protagonista di crossover con altri personaggi della Marvel: Hulk, il Punitore, l'Uomo Ragno e con Devil. All'interno poi dell'Universo Amalgam, Batman si fonde con Wolverine creando Dark Claw.
Sulla collana Batman: Legends of the Dark Knight, rivista antologica edita dal 1989 al 2007, si trovano storie di Batman più adulte. Alcune aggiungono informazioni alla continuity senza approfondire il passato del personaggio, come Gothic di Morrison e Janson, Tornare in sé di DeMatteis e Staton-Mitchell. Relativamente agli approfondimenti della continuity classica, si ricordano il reinserimento di Hugo Strange tra gli avversari In Preda e nella successiva Terrore, entrambe di Doug Moenchn e Paul Gulacy. Altri approfondimenti alla continuity sono Shaman Of Gotham di O'Neil-Hannigan, e Tao di Alan Grant e Arthur Ranson, entrambe sul periodo di addestramento di Bruce Waine; Asfalto, di Steven Grant e Shawn McManus, che reinterpreta la crociata di Gordon contro i poliziotti corrotti del dipartimento di Gotham, introdotti in Anno Uno; e Creta, sempre di Grant e Quique Alcatena, in cui viene reinterpretato il primo scontro con il secondo Clayface, Matthew Hagen. La coppia di autori Jeph Loeb-Tim Sale hanno realizzato gli speciali stagionali di Legend, caratterizzati da atmosfere oscure e indagini complesse come nel caso di Scelte (1993) o del successivo speciale, Follia (1994) e Fantasmi (1995). Queste storie sono un preludio alle successive saghe: Il lungo Halloween e il seguito della vicenda, Vittoria oscura.

### Pubblicazioni in Italia
In Italia il personaggio esordisce nel 1946 rinominato il Fantasma nella collana Collezione Uomo Mascherato e poi sul settimanale Urrà delle Edizioni Milano ma il successo arriva nel 1955 con gli Albi del falco della Mondadori; nel 1966 esordisce la prima testata autonoma poi continuata dalla Cenisio e da altri editori come Williams, Rizzoli, Glénat Italia, Play Press. Successivamente sono subentrate prima la Planeta DeAgostini e poi la RW Edizioni. In genere le pubblicazioni dedicate al personaggio hanno come titolo Batman.
Tra il 1945 e il 1946 la Edizioni Milano di Cino del Duca pubblicò una serie di albi di piccolo formato di 8 pagine che fu la prima a portare in Italia i personaggi dei comic book statunitensi, in particolare fu una delle prime a portare i supereroi in Italia. Batman venne rinominato "Ala d'Acciaio" e le storie tratte da Detective Comics erano presentate in un piccolo formato per di più ricalcate sugli originali di Kane. La Edizioni Milano era anche l'editore dell'albo Collezione Uomo Mascherato, dove avvenne la seconda apparizione di Batman, rinominato qui "Fantasma", insieme a Robin, chiamato "Aquilotto", con la produzione delle strisce giornaliere in genere più complesse e qualitativamente migliori di quelle edite sui comic book e presentavano come avversario unico il Joker, nelle classiche vesti di assassino psicopatico. In tutto vennero pubblicate 8 delle 13 storie originali. Contemporaneamente a questi albi il personaggio comparve nella rivista Urrà, che presentava anche storie di Superman come eroe principale e di Tarzan, con la primissima apparizione italiana per Robin.
Il successo arriva nel 1955, con l'ingresso negli Albi del falco dell'editore Mondadori nel formato degli Albi della Rosa conta 574 albi, accanto a Nembo Kid-Superman. Nel 1966 esce la prima testata autonoma, poi continuata da Cenisio, Williams, Rizzoli, Glénat Italia, Playpress. La testata presentava la produzione degli anni sessanta tratta dai comic books della DC; inoltre presentate storie degli anni quaranta e cinquanta; la testata chiude nel 1970. L'anno dopo ne venne edita una nuova versione dalla Williams fino al 1974 che presentava la versione del personaggio di Neal Adams dei primi anni settanta. Nel 1976 esordisce l'edizione della Cenisio chiusa poi nel 1981. I diritti del personaggio nel 1980 passarono alla Rizzoli che pubblico il personaggio sulla rivista Corto Maltese; successivamente in collaborazione con la Glenat, varò nel 1992 un nuovo quindicinale, Batman - Vecchie e nuove superstorie, che presentava storie successive a Batman: Year One. Poi i diritti passarono alla Play Press che dal 1995 al 2000 editò il quindicinale Batman; l'editore decide poi di presentare il personaggio in volumi unici e miniserie. Una nuova serie mensile si ebbe nel 2005, Batman Magazine, durato 12 numeri. Dal 2006 i diritti passano a Planeta DeAgostini, che pubblica alcuni volumi e la serie mensile Batman. Da gennaio 2012 i diritti passano alla casa editrice RW Edizioni che fa esordire una nuova serie Batman.

## Altri media

### Cinema

#### Lungometraggi
- Batman - Il film (1966), diretto da Leslie H. Martinson, interpretato da Adam West
- The Batman (2022), diretto da Matt Reeves, interpretato da Robert Pattinson

#### Serie di film 1989–1997
Nella prima serie di film della Warner Bros. Batman viene interpretato nei primi due film da Michael Keaton per poi essere sostituito rispettivamente da Val Kilmer e George Clooney.
- Batman (1989), diretto da Tim Burton
- Batman - Il ritorno (1992), diretto da Tim Burton
- Batman Forever (1995), diretto da Joel Schumacher
- Batman & Robin (1997), diretto da Joel Schumacher

#### Trilogia del cavaliere oscuro
Nella Trilogia del cavaliere oscuro, diretta da Christopher Nolan, Batman è interpretato da Christian Bale.
- Batman Begins (2005)
- Il cavaliere oscuro (2008)
- Il cavaliere oscuro - Il ritorno (2012)

#### DC Extended Universe
Nel DC Extended Universe (DCEU), Batman è interpretato da Ben Affleck e in contemporanea anche da Michael Keaton (in The Flash e Batgirl) e George Clooney (in The Flash), l'iterazione di Ben Affleck avrebbe dovuto fare un cameo nella serie televisiva Peacemaker di James Gunn (interpretato dallo stuntman Matt Turner) ma la Warner Bros. chiese di rimuovere l'apparizione insieme a quella del personaggio di Victor Stone / Cyborg.
- Batman v Superman: Dawn of Justice (2016), diretto da Zack Snyder
- Suicide Squad (2016), diretto da David Ayer - cameo
- Justice League (2017), diretto da Zack Snyder
- Zack Snyder's Justice League (2021), diretto da Zack Snyder
- The Flash (2023), diretto da Andy Muschietti
- Batgirl (inedito), diretto da Adil El Arbi e Bilall Fallah

#### DC Universe
Nel DC Universe (DCU), Batman è apparso come cameo non parlato in due episodi di Creature Commandos (2024): il primo nell'episodio Chasing Squirrels in cui Circe mostra ad Amanda Waller una visione del futuro dove si vede il vigilante e altri supereroi come Superman o Wonder Woman crocifissi, la seconda nell'episodi Priyatel Skelet dove in un flashback di Dottor Phosphorus si vede la sua sagoma su un palazzo. Al momento non è stato scelto l'attore che lo interpreterà nel franchise, tuttavia è stato annunciato come parte del "Capitolo Uno: Dei e Mostri" un film intitolato The Brave and the Bold che lo vedrà protagonista insieme a Damian Wayne / Robin.

#### Film animati del DC Animated Universe
- Batman - La maschera del Fantasma (Batman: Mask of the Phantasm), regia di Eric Radomsky e Bruce Timm (1993)
- Batman & Mr. Freeze: SubZero, regia di Boyd Kirkland (1998)
- Batman of the Future - Il ritorno del Joker (Batman Beyond: Return of the Joker), regia di Curt Geda (2000)
- Batman - Il mistero di Batwoman (Batman: Mystery of the Batwoman), regia di Kurt Geda e Tim Maltby (2003)
- Batman e Harley Quinn (Batman and Harley Quinn), regia di Sam Liu (2017)
- Justice League vs. the Fatal Five, regia di Sam Liu (2019)

#### Film animati
- Batman contro Dracula (The Batman vs. Dracula), regia di Michael Goguen (2005)
- Batman - Il cavaliere di Gotham (Batman: Gotham Knight), regia di registi vari (2008)
- Batman: Under the Red Hood, regia di Brandon Vietti (2010)
- Batman: Year One, regia di Sam Liu e Lauren Montgomery (2011)
- Batman: The Dark Knight Returns, Part 1, regia di Jay Oliva (2012)
- Batman: The Dark Knight Returns, Part 2, regia di Jay Oliva (2013)
- The LEGO Movie, regia di Phil Lord e Christopher Miller (2014)
- Batman: Assault on Arkham, regia di Jay Oliva (2014)
- Batman: Il ritorno del Crociato Incappucciato (Batman: Return of the Caped Crusaders), regia di Rick Morales (2016)
- Batman: The Killing Joke, regia di Sam Liu (2016)
- LEGO Batman - Il film (The Lego Batman Movie), regia di Chris McKay (2017)
- Batman contro Due Facce (Batman vs. Two-Face), regia di Rick Morales (2017)
- Scooby-Doo! e Batman - Il caso irrisolto (Scooby-Doo! & Batman: The Brave and the Bold), regia di Jake Castorena (2018)
- Batman contro Jack lo squartatore (Batman: Gotham by Gaslight), regia di Sam Liu (2018)
- Batman Ninja, regia di Junpei Mizusaki e Tetsuro Satomi (2018)
- The LEGO Movie 2 - Una nuova avventura (The Lego Movie 2: The Second Part), regia di Mike Mitchell (2019)
- Batman vs. Teenage Mutant Ninja Turtles, regia di Jake Castorena (2019)
- Batman: Soul of the Dragon, regia di Sam Liu (2021)
- DC League of Super-Pets, regia di Jared Stern (2022)
- Batman and Superman: Battle of the Super Sons, regia di Matt Peters (2022)
- Batman: The Doom That Came to Gotham, regia di Cristopher Berkeley e Sam Liu (2023)
- Batman Ninja vs. Yakuza League, regia di Junpei Mizusaki e Shinji Takagi (2025)

#### Film animati del DC Universe Animated Original Movies
- Justice League: The New Frontier, regia di Dave Bullock (2008)
- Superman/Batman: Nemici pubblici (Superman/Batman: Public Enemies), regia di Sam Liu (2009)
- Justice League: La crisi dei due mondi (Justice League: Crisis on Two Earths), regia di Lauren Montgomery e Sam Liu (2010)
- Superman/Batman: Apocalypse, regia di Lauren Montgomery (2010)
- Justice League: Doom, regia di Lauren Montgomery (2012)
- Justice League: Gods and Monsters, regia di Sam Liu (2015)
- Injustice, regia di Matt Peters (2021)

#### Film animati del DC Animated Movie Universe
- Justice League: The Flashpoint Paradox, regia di Jay Oliva (2013)
- Justice League: War, regia di Jay Oliva (2014)
- Son of Batman, regia di Ethan Spaulding (2014)
- Justice League: Il trono di Atlantide (Justice League: Throne of Atlantis), regia di Ethan Spaulding (2015)
- Batman vs. Robin, regia di Jay Oliva (2015)
- Batman: Bad Blood, regia di Jay Oliva (2016)
- Justice League vs. Teen Titans, regia di Sam Liu (2016)
- Justice League Dark, regia di Jay Oliva (2017)
- The Death of Superman, regia di Jake Castorena e Sam Liu (2018)
- Il regno dei Superman (Reign of the Supermen), regia di Jake Castorena e Sam Liu (2019)
- Batman: Hush, regia di Justin Copeland (2019)
- Justice League Dark: Apokolips War, regia di Matt Peters e Christina Sotta (2020)

#### Film animati del DC Animated Movie Universe: Tomorrowverse
- Batman: Il lungo Halloween - Parte 1 (Batman: The Long Halloween, Part One), regia di Chris Palmer (2021)
- Batman: Il lungo Halloween - Parte 2 (Batman: The Long Halloween, Part Two), regia di Chris Palmer (2021)
- Legion of Super-Heroes, regia di Jeff Wamester (2023)
- Justice League: Warworld, regia di Jeff Wamester (2023)
- Justice League - Crisi sulle Terre infinite - Parte 1 (Justice League: Crisis on Infinite Earths - Part One), regia di Jeff Wamester (2024)
- Justice League - Crisi sulle Terre infinite - Parte 2 (Justice League: Crisis on Infinite Earths - Part Two), regia di Jeff Wamester (2024)
- Justice League - Crisi sulle Terre infinite - Parte 3 (Justice League: Crisis on Infinite Earths - Part Three), regia di Jeff Wamester (2024)

### Televisione

#### Serie televisive
- Batman (1966-1968): il personaggio è interpretato da Adam West
- Gotham (2014-2019): la versione adolescenziale del personaggio è interpretata da David Mazouz
- Titans (2019-2021): è interpretato da Iain Glen

#### Serie televisive animate
- Batman (Batman with Robin the Boy Wonder, 1968) prodotta da Filmation all'interno del contenitore The Batman/Superman Hour
- I Superamici (Super Friends, 1973)
- Le nuove avventure di Batman (The New Adventures of Batman, 1977) prodotta da Filmation all'interno di serie-contenitore come Tarzan and the Super 7, Batman and the Super 7, The Batman/Tarzan Adventure Hour
- DC Animated Universe
  - Batman (Batman: The Animated Series, 1992) premiata con un Emmy Awards
  - Batman - Cavaliere della notte (The New Batman Adventures, 1997)
  - Batman of the Future (Batman Beyond, 1999), seguito di Batman - Cavaliere della notte, un anziano Bruce Wayne guida un giovane Terry McGinnis
  - Justice League (2001): Batman fa parte di una super squadra composta da Superman, Wonder Woman, Lanterna Verde, Flash e altri
  - Justice League Unlimited (2004)
- The Batman (2004)
- Batman: The Brave and the Bold (2008)
- Beware the Batman (2013)
- Batman Unlimited (2015)
- Justice League Action (2016)
- Batwheels (2022)
- Batman: Caped Crusader (2024)

#### Serial
- Due serial negli anni '40, Batman (1943) e Batman and Robin (1949),[18] che lo «resero un nome noto per milioni di persone che non avevano mai comprato un fumetto».[149]

##### Apparizioni
- Nel 1972, Batman apparve come guest star in due episodi della serie animata crossover Speciale Scooby.
- Nel 2019, il cavaliere oscuro appare anche nella serie animata crossover Scooby-Doo and Guess Who?.

### Radio
- Harley Quinn & The Joker: Sound Mind - serie di podcast, 10 episodi (2023) - Justin Hartley

### Videogiochi
Sono stati prodotti numerosi videogiochi sul personaggio di Batman e la licenza è passata, nel tempo, a diverse case produttrici.

#### Ispirati ai fumetti
Titoli i cui eventi sono ambientati nell'universo originale dei fumetti, talvolta modificati.
- Batman, sviluppato da Ocean Software (1986)
- Batman: The Caped Crusader, sviluppato da Ocean Software (1988)
- Batman: Return of the Joker, sviluppato da Sunsoft (1991)
- Batman: Dark Tomorrow, sviluppato da HotGen (2003)
- Batman: Arkham Asylum, sviluppato da Rocksteady Studios (2009)
- Batman guardiano di Gotham (2010)
- Batman: Arkham City, sviluppato da Rocksteady Studios (2011)
- Batman: Arkham City Lockdown, sviluppato da NetherRealm Studios (2011)
- Batman: Arkham Origins, sviluppato da WB Games Montréal (2013)
- Batman: Arkham Origins Blackgate, sviluppato da Armature Studio (2013)
- Batman: Arkham Knight, sviluppato da Rocksteady Studios (2015)
- Batman: Arkham Underworld, sviluppato da Turbine (2015)
- VRSE Batman, sviluppato da SkyRocket Development (2017)
- Gotham Knights, sviluppato da WB Games Montréal (2022)

#### Ispirati alle serie animate
Titoli i cui eventi sono ambientati nell'universo delle varie serie animate realizzate su Batman.
- Batman: The Animated Series, sviluppato da Konami (1993, ispirato alla serie Batman)
- The Adventures of Batman & Robin, sviluppato da Konami, Clockwork Tortoise e Novotrade (1994, ispirato alla serie Batman)
- Batman: Chaos in Gotham, sviluppato da Ubisoft (2001, ispirato alla serie Batman - Cavaliere della notte)
- Batman: Gotham City Racer, sviluppato da Sinister Games (2001, ispirato alla serie Batman - Cavaliere della notte)
- Batman: Vengeance, sviluppato da Ubisoft Montréal (2001, ispirato alla serie Batman - Cavaliere della notte)
- Batman: Justice Unbalanced (2003, ispirato alla serie Batman - Cavaliere della notte)
- Batman: Toxic Chill (2003, ispirato alla serie Batman - Cavaliere della notte)
- Batman: Rise of Sin Tzu, sviluppato da Ubisoft Montréal (2003, ispirato alla serie Batman - Cavaliere della notte)
- Batman: The Brave and the Bold, sviluppato da WayForward Technologies (2010, ispirato alla serie omonima)

#### Adattamenti videoludici dei film
Titoli che ripropongono gli eventi già visti nei film realizzati su Batman, talvolta modificati.
- Batman, sviluppato da Ocean Software (1989, adattamento videoludico del film Batman), regia di Tim Burton
- Batman, sviluppato da NuMega (1990, adattamento videoludico del film omonimo diretto da Tim Burton)
- Batman Returns, sviluppato da Dentons, Spirit of Discovery, Aspect Co., Ltd., Acme Interactive e Malibu Interactive (1993, adattamento videoludico del film Batman - Il ritorno), regia di Tim Burton
- Batman Forever, sviluppato da Probe Entertainment e Acclaim (1996, adattamento videoludico del film omonimo diretto da Joel Schumacher)
- Batman & Robin, sviluppato da Probe Entertainment e Tiger Electronics (1998, adattamento videoludico del film omonimo diretto da Joel Schumacher)
- Batman of the Future: Return of the Joker, sviluppato da Kemco (2000, adattamento videoludico del film d'animazione Batman of the Future: Il ritorno del Joker), regia di Curt Geda
- Batman Begins, sviluppato da Eurocom (2005, adattamento videoludico del film omonimo diretto da Christopher Nolan)
- Il cavaliere oscuro (2008, adattamento videoludico per cellulari del film omonimo diretto da Christopher Nolan)
- The Dark Knight: Batmobile Game (2008, adattamento videoludico per cellulari del film Il cavaliere oscuro), regia di Christopher Nolan
- Il cavaliere oscuro - Il ritorno, sviluppato da Gameloft (2012, adattamento videoludico per cellulari del film omonimo diretto da Christopher Nolan)

#### Universi inediti
Titoli che non si ispirano a nessuna opera su Batman già pubblicata, ma che propongono una storia completamente inedita.
- LEGO Batman: Il videogioco, sviluppato da Traveller's Tales (2008)
- LEGO Batman 2: DC Super Heroes, sviluppato da Traveller's Tales (2012)
- LEGO Batman 3: Gotham e oltre, sviluppato da Traveller's Tales e Feral Interactive (2014)
- Batman: The Telltale Series, sviluppato da Telltale Games (2016)
- Batman: The Enemy Within, sviluppato da Telltale Games (2017)

#### Apparizioni
Titoli in cui Batman non è il protagonista, ma ha comunque un ruolo.
- The Revenge Of Shinobi, sviluppato da SEGA (1989)
- Justice League Task Force, sviluppato da Sunsoft (1995)
- Justice League: Injustice for All, sviluppato da Saffire (2002)
- Justice League: Chronicles, sviluppato da Full Fat (2003)
- Justice League Heroes, sviluppato da Snowblinds Studios (2006)
- Justice League Heroes: The Flash, sviluppato da WayForward Technologies (2006)
- Mortal Kombat vs DC Universe, sviluppato da Midway Amusement Games e Warner Bros. Interactive Entertainment (2008)
- Superman/Batman: Heroes United (2009)
- DC Universe Online, sviluppato da Sony Online Austin (2011)
- Injustice: Gods Among Us, sviluppato da NetherRealm Studios (2013)
- The LEGO Movie Videogame, sviluppato da Traveller's Tales e Warner Bros. Interactive Entertainment (2014)
- LEGO Dimensions sviluppato da Traveller's Tales, Warner Bros. Interactive, Universal Corporation, BBC, Valve Corporation, SEGA, Sonic Team (2015)
- Injustice 2, sviluppato da NetherRealm Studios (2017)
- LEGO DC Super-Villains, sviluppato da Traveller's Tales e Warner Bros. Interactive Entertainment (2018)
- The LEGO Movie 2 Videogame, sviluppato da Traveller's Tales e Warner Bros. Interactive Entertainment (2019)